# VfB Mödling
Der Verein für Bewegungsspiele Mödling war ein österreichischer Fußballverein aus der niederösterreichischen Stadt Mödling. Er wurde im Jahre 1911 mit den Vereinsfarben Rot-Weiß-Rot gegründet und konnte in seiner Geschichte fünf Mal in der höchsten österreichischen Spielklasse auftreten. Nach dem Bundesliga-Abstieg 1995 folgte zwei Jahre später die Fusion mit dem Lokalrivalen FC Admira/Wacker aus der benachbarten Südstadt zum VfB Admira Wacker Mödling.

## Geschichte

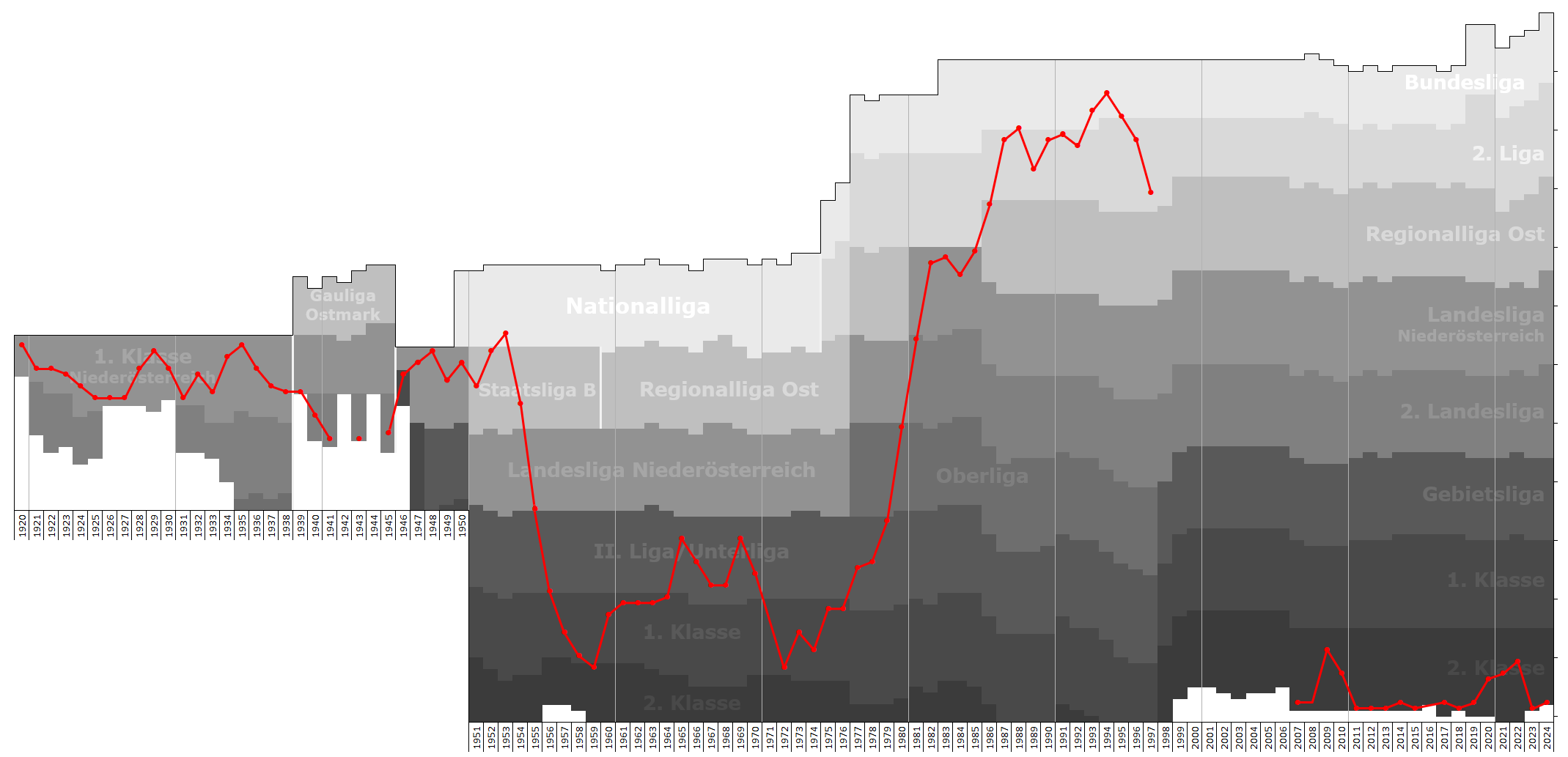
Historische Tabellenplatzentwicklung

### 1911–1948: Gründung und Landesliga
Die Gründung des VfB Mödling ging auf die Initiative von Franz Zimmermann, einem Spieler der Wiener Sportvereinigung, zurück, der mittels Plakate und Artikel in der Lokalpresse um die Gründung eines Sportvereins in seiner Heimatstadt warb. Er wurde somit zu Initiator des VfB Mödling, der erstmals am 17. Juni 1911 eine Generalversammlung abhielt. Als erster Obmann wurde Viktor Schmiedel gewählt, den Posten des Sektionsleiters übernahm der ehemalige Nationalspieler Gustl Huber (Wiener AC). Die Vereinsfarben wurden auf Rot-Weiß-Rot festgelegt, die ersten Spiele absolvierten die Mödlinger auf dem Gelände der Hyrtl’schen Waisenanstalt, deren Direktor Viktor von Velten ein wichtiger Förderer des Fußballspiels war.
Der VfB Mödling übersiedelte bereits 1912 auf die Königswiese und meldete sich auch im selben Jahr zur ersten niederösterreichischen Provinzmeisterschaft 1912/13, bei der er den zweiten Platz in der Gruppe Süd hinter der Germania Schwechat belegte. Bereits vor dem Ersten Weltkrieg durfte der Verein für Bewegungsspiele bekannte Wiener Verein wie Rapid, Amateure, WAC, WAF oder Rudolfshügel empfangen. Im Jahre 1923 fanden die Mödlinger im neuerbauten Stadion der Stadt Mödling an der Dursmagasse eine neue Heimat, in der sie bis zu ihrem Vereinsende ihre Heimspiele austrugen. Im März 1939 fusionierte im Zuge der von den Nationalsozialisten geplanten Vereinszusammenlegungen der VfB Mödling mit Wiener Neudorf zum VfB Mödling-Neudorf. Die bedeutendsten Erfolge in der niederösterreichischen Landesliga feierten die Mödlinger mit den Titelgewinnen 1929 und 1948.

### 1949–1997: Bundesliga und Fusion
Mit der Einführung einer einheitlichen bundesweiten Meisterschaft 1949 kam der VfB Mödling in die zweitklassige B-Liga. Bereits in der Saison 1951/52 konnten die Rot-Weißen diese Liga als Tabellenerster vor dem Grazer SC beenden und somit in die A-Liga aufsteigen. Das Gastspiel in der landeshöchsten Liga dauerte allerdings nur ein Jahr, der Abstieg verlief jedoch äußerst unglücklich. Der VfB Mödling war mit dem FC Wien und dem Linzer ASK punktgleich, musste als einziger nur wegen des schlechteren Torverhältnisses absteigen. Es folgten turbulente Zeiten in Mödling mit mehreren wechselnden Vorständen und in denen rund fünfzig Spieler abwanderten. Nur ein Jahr nach dem Abstieg aus der A-Liga folgte 1954 auch der Abstieg aus der B-Liga.
Erst Ende der 80er Jahre konnte der Verein wieder von sich reden machen. Hans-Werner Weiss, der den Verein 1978 übernommen hatte, führte diesen in nur wenigen Jahren von der Unterliga bis in die höchste Spielklasse. Nach Aufstieg in die 1. Division 1987 und dem Wiederaufstieg 1992 spielte der VfB Mödling insgesamt vier weitere Jahre in der höchsten österreichischen Spielklasse. Die beste Platzierung bildete hierbei der 6. Platz in der Saison 1993/94 unter Trainer Hans Krankl. Mit Michael Zisser wurde in dieser Saison auch erstmals ein Spieler in die österreichische Fußballnationalmannschaft berufen. Nach dem Abstieg des VfB Mödling 1995 kam es 1997 schließlich zur Fusion mit dem Lokalrivalen FC Admira/Wacker aus der benachbarten Südstadt, der in finanzielle Nöte geraten war, zum VfB Admira Wacker Mödling.

## Bekannte Spieler
| Österreichische Nationalspieler - Zoran Barišić - Karl Brauneder - Josef Degeorgi - Herbert Gager - Stephan Marasek - Gerald Messlender - Andreas Poiger - Franz Resch - Alfred Riedl - Alfred Roscher - Michael Zisser |  | Weitere Bekannte Spieler - Carsten Bjerregaard - Damir Canadi - Fritz Drazan - Peter Guggi - Georg Heu - Walter Knaller - Andreas Koch - Hans Leitert - Ernst Mader - Volker Piesczek | - Oliver Prudlo - Andreas Rühmkorf - Horst Steiger - Alfred Tatar - Günther Vidreis - Manfred Wachter - Ernst Weber - Erich Weidenauer - Hannes Weninger - Peter Wurz |  | Legionäre - Hans-Werner Grünwald - Fred Schaub - Arnold Schwellensattl - Eddy Berdusco - Marcel Oerlemans - Eric Orie - Sammy McIlroy - Přemysl Bičovský - Janusz Nawrocki - Marek Ostrowski |

## Bekannte Trainer
| - Peter Barthold - Herbert Feurer (Co-Trainer) - Christian Janisch - Kurt Jara - Wolfgang Kienast | - Hans Krankl - Johann Krejcirik - Ladislav Kuna - Alfred Riedl (Co-Trainer) - Walter Stöffelbauer |

## Titel und Erfolge
- 2 × Niederösterreichischer Landesmeister: 1929, 1948

weiter in chronologischer Reihenfolge: Die Zahl in der Klammer gibt die Höhe der Spielklasse an. Regional bedeutet, dass diese Liga zum damaligen Zeitpunkt die höchste zu erreichende Spielklasse für Vereine des jeweiligen Bundeslandes war und es noch keine gesamtösterreichische Meisterschaft gab. 
- Meister Landesliga Niederösterreich (Regional 1): 1948
- Meister Staatsliga B (2): 1952
- Meister 2. Klasse Südost (6): 1959
- Vizemeister 1. Klasse Südost & Aufstieg (6): 1976
- Meister Unterliga Süd/Südost (6): 1979
- Meister Oberliga Ost Niederösterreich (5): 1980
- Meister 2. Landesliga Niederösterreich (4): 1981
- Meister 1. Landesliga Niederösterreich (3): 1985 – in den Aufstiegsspielen zur 2. Division an SV Schwechat gescheitert
- Meister Regionalliga Ost (3): 1986
- Meister 2. Division (2): 1987